# Episodi di Squadra speciale Lipsia (settima stagione)
La settima stagione della serie televisiva Squadra speciale Lipsia è stata trasmessa in anteprima in Germania dalla ZDF tra il 29 settembre 2006 e il 19 gennaio 2007.
| nº | Titolo originale         | Titolo italiano       | Prima TV Germania | Prima TV Italia |
| -- | ------------------------ | --------------------- | ----------------- | --------------- |
| 1  | Die verschwundene Leiche | Il corpo scomparso    | 29 settembre 2006 |                 |
| 2  | Katzenfutter             |                       | 6 ottobre 2006    |                 |
| 3  | Seelenwanderung          |                       | 13 ottobre 2006   |                 |
| 4  | Mein Freund              | Il mio amico          | 27 ottobre 2006   |                 |
| 5  | Psycho                   |                       | 3 novembre 2006   |                 |
| 6  | Voll Stoff               |                       | 10 novembre 2006  |                 |
| 7  | Lügen und Geheimnisse    | Bugie e segreti       | 17 novembre 2006  |                 |
| 8  | Spiel auf Zeit           | Corsa contro il tempo | 1º dicembre 2006  |                 |
| 9  | Konkurrenten             |                       | 8 dicembre 2006   |                 |
| 10 | Glaubenskrieger          |                       | 15 dicembre 2006  |                 |
| 11 | Der Müllmann             |                       | 22 dicembre 2006  |                 |
| 12 | Flucht aus Santo Domingo | Fuga da Santo Domingo | 29 dicembre 2006  |                 |
| 13 | Am Abgrund               |                       | 5 gennaio 2007    |                 |
| 14 | Im Schatten des Adlers   |                       | 12 gennaio 2007   |                 |
| 15 | Preis der Wahrheit       |                       | 19 gennaio 2007   |                 |